# Cordisepalum thorelii
Cordisepalum thorelii är en vindeväxtart som först beskrevs av François Gagnepain, och fick sitt nu gällande namn av Verdcourt. Cordisepalum thorelii ingår i släktet Cordisepalum, och familjen vindeväxter. Inga underarter finns listade i Catalogue of Life.